# Alstom

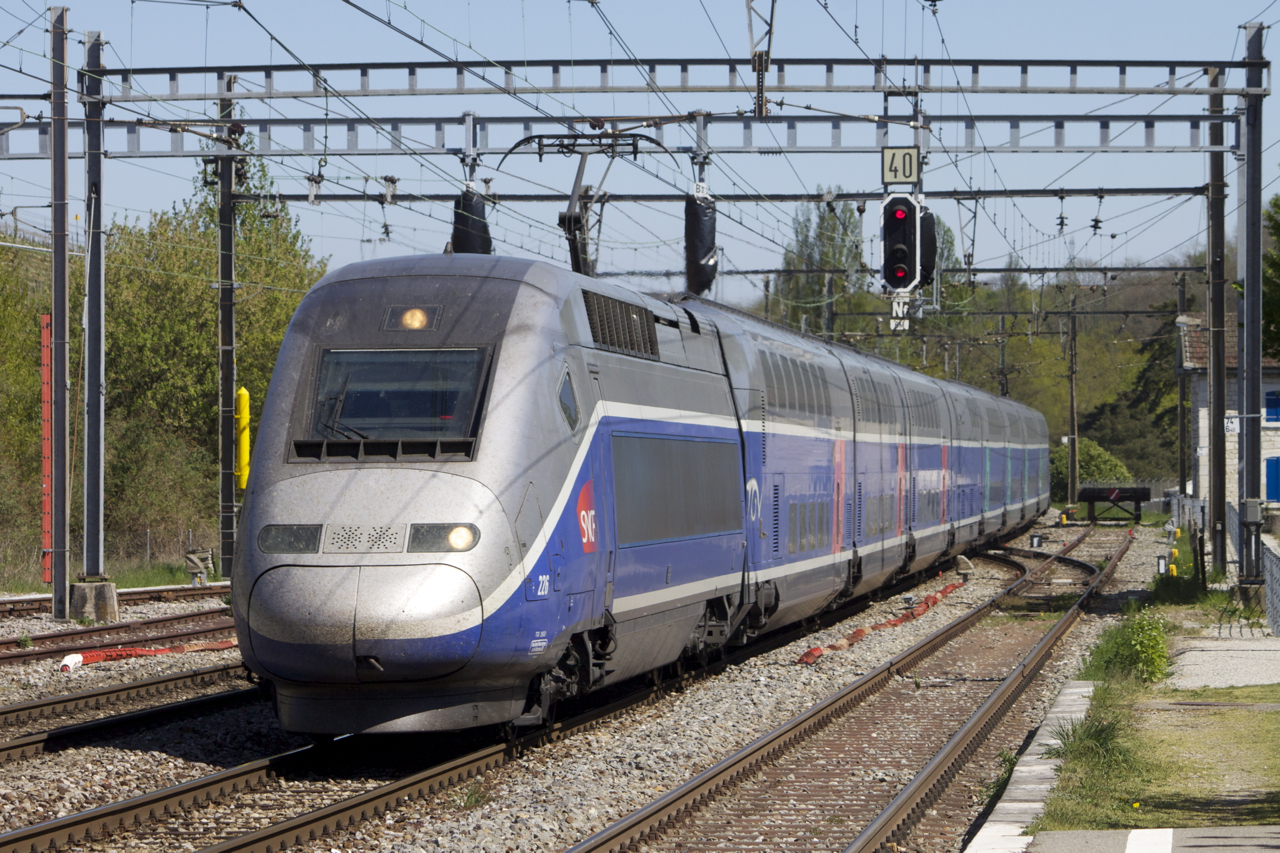
TGV Duplex

Alstom, voorheen Alsthom, is een multinationale onderneming, die vooral actief is op het gebied van transport over het spoor. Het hoofdkantoor bevindt zich in Parijs.

## Activiteiten
In het gebroken boekjaar dat liep tot 31 maart 2023 haalde Alstom een omzet van 16,5 miljard euro. Het bedrijf is wereldwijd actief, maar het zwaartepunt ligt in West-Europa, waar ongeveer de helft van de omzet wordt behaald. Er zijn 80.000 medewerkers (was 38.900 in 2019/20) in ongeveer 70 landen. Eind maart 2023 had het voor € 87 miljard (eind maart 2020: 40 miljard) aan orders in de boeken staan.
Alstom is actief op het gebied van transport over het spoor. Ongeveer de helft van de omzet wordt gerealiseerd met de verkoop van rollend materieel, waaronder de TGV-hogesnelheidstrein. Daarnaast verleent het diverse treindiensten zoals onderhoud, modernisering en technische assistentie voor het materieel, controle-, informatie- en signalisatiesystemen en tot slot materieel voor de aanleg van spoorwegen waaronder stroomtoevoer en stationsvoorzieningen.
Alstom heeft onder andere de Duitse rollendmaterieelfabrikant Linke-Hofmann-Busch uit Salzgitter overgenomen. Leveranciers van elektrische en elektronische systemen als ACEC uit Charleroi (België), SASIB Railway / GRS (Italië, Verenigde Staten en Nederland) en Holec uit Ridderkerk zijn eveneens door Alstom gekocht.
Medio 2018 kreeg Alstom een order voor 100 hogesnelheidstreinen van het Franse staats- en spoorbedrijf SNCF. De dubbeldekkers, Avelia Horizon, kosten 25 miljoen euro per trein en de totale order heeft een waarde van € 2,7 miljard, inclusief een onderhoudscontract. De eerste exemplaren worden in 2023 geleverd en de laatste treinen 10 jaar later. De treinen kunnen maximaal 740 passagiers meenemen en dat is bijna 50% meer dan de courante TGVs.

## Aandeelhouders
De aandelen staan genoteerd aan Euronext Parijs. Vanaf 21 september 2020 maakt het aandeel weer onderdeel uit van de belangrijke Franse aandelenindex CAC 40.
In juli 2004 verwierf de Franse staat een belang van 18,5% in Alstom om het noodlijdende bedrijf met een totale schuld van 5 miljard euro te steunen. In 2006 verkocht de Franse staat zijn aandelen aan bouwbedrijf Bouygues. In maart 2020 had de staat 32,7% van de aandelen in handen en 28,7% van het stemrecht. Bouygues had 14,6% van de aandelen en 25,3% van het stemrecht. Na de overname van Bombardier Transportation is Caisse de dépôt et placement du Québec (CDPQ) een belangrijke aandeelhouder geworden met een belang van 17,5%. Het stemrecht van Bouygues verwaterde naar circa 6%. Per 31 maart 2023 was Bouygues nog een zeer kleine aandeelhouder met een belang van 0,15%.

## Geschiedenis
Oorspronkelijk heette het bedrijf Alsthom (sinds 1989 GEC-Alsthom). Deze naam weerspiegelt het ontstaan van het bedrijf uit een fusie tussen Société Alsacienne de Constructions Mécaniques, gespecialiseerd in onder andere locomotieven, en Compagnie française Thomson-Houston, een Frans-Amerikaans bedrijf op het gebied van onder andere elektrische tractie. Omdat de Engelse taal een afwijkende uitspraak kent voor de lettercombinatie 'th' is, om verwarring over de uitspraak te voorkomen, de naam in 1998 gewijzigd in Alstom.
Voor de energietak van het bedrijf werd eerst een belang van 50% in ABB's energieactiviteiten genomen. De activiteiten gingen samen verder onder de naam ABB Alstom Power. In 2000 werd het samenwerkingsverband omgezet in een 100%-belang. ABB Alstom Power had in 1999 een omzet van € 9,8 miljard en er werkten 50.000 mensen voor het bedrijf. Na deze acquisitie was 80% van de jaaromzet van Alstom energiegerelateerd.
In 2003 raakte Alstom in grote financiële problemen en stond het voor een faillissement. In de drie voorgaande jaren had het een cumulatief verlies geleden van 3,5 miljard euro. De verliezen waren vooral het gevolg van de overname van de gasturbine-activiteiten van ABB in 2000. De turbines vertoonden grote gebreken en Alstom draaide op voor de schade die de klanten leden; dit kostte het bedrijf ongeveer € 4 miljard. Tegelijkertijd gingen enkele rederijen failliet die cruiseschepen hadden besteld. Alstom had destijds een omzet van ruim € 20 miljard en telde meer dan 100.000 werknemers. In de zomer van 2003 verzocht de bedrijfsleiding de Franse staat om financiële steun. Gezien de omvang van het bedrijf stemde de regering in met een injectie van miljarden euro’s. De Europese Commissie verleende toestemming, maar stelde voorwaarden. De productie van kleine gasturbines was net daarvoor verkocht aan Siemens en de activiteiten op het gebied van de transmissie en distributie van elektriciteit aan Areva. Deze twee activiteiten hadden een totale omzet van ongeveer 4 miljard euro. Alstom moest nog eens 10% van de omzet afstoten - wat werd gerealiseerd door de scheepsbouwactiviteiten, Alstom Marine, te verkopen aan Aker Yards. De Franse staat moest tot slot binnen vier jaar zijn aandelen in Alstom verkopen.
Alstom Transport heeft in het voorjaar van 2007 haar Britse vestigingen in Pringburn (bij Glasgow) en Wolverton (bij Londen) verkocht aan de investeringsmaatschappij Railcare Ltd. In Zwitserland heeft Alstom een aandeel van 51% verworven in een joint-venture met SBB Cargo (49%) waarin het SBB-onderhoudsbedrijf Biel is ondergebracht. Hier wordt een groot deel van de goederenwagons van SBB Cargo onderhouden. Door op deze manier het onderhoudsbedrijf te verzelfstandigen kan het ook meedingen naar contracten voor materieelonderhoud van andere spoorwegmaatschappijen.
Eind 2014 bekende Alstom schuld in een wereldwijde omkoopaffaire en betaalde een recordboete van US$ 772 miljoen.

### Verkoop energieactiviteiten
Alstom had een belangrijke activiteit op het gebied van energie. Het produceerde installaties voor het gebruik in traditionele elektriciteitscentrales, die steenkool of gas als brandstof gebruiken of voor kerncentrales. De tweede divisie produceerde turbines, maar dan voor schone energieopwekking. Deze turbines worden vooral toegepast bij het opwekken van windenergie en bij waterkrachtcentrales. Een derde divisie maakte transformatoren en andere machines voor het transport van elektriciteit via het hoogspanningsnet.
In april 2014 kwam er overeenstemming tussen Alstom en General Electric (GE), waarbij GE de gehele energietak zou overnemen. De Franse regering voelde zich buiten spel gezet en eiste meer tijd om andere partijen een kans te bieden en te voorkomen dat zeggenschap over strategische onderdelen in buitenlandse handen zou vallen. Siemens AG en een bedrijfstak van Mitsubishi deden een poging, maar dit leidde tot niets. In juni ging Alstom akkoord met het overnamebod van GE ter waarde van 12,5 miljard euro. Na intensief overleg kreeg de Frankse staat een belang van 20% in Alstom en wordt daarmee de grootste aandeelhouder. GE kocht het onderdeel dat turbines maakt voor kolen- en gascentrales volledig. Verder werden drie joint ventures opgericht voor de nucleaire activiteiten, voor duurzame energie en ten aanzien van het elektriciteitsnetwerk. In deze drie onderdelen kreeg GE een belang van 50%. In het bedrijfsonderdeel dat zich bezighoudt met stoomturbines voor nucleaire energie kreeg de Franse staat een vetorecht. GE heeft tot slot “de energie-onafhankelijkheid, het creëren van werkgelegenheid en behoud van beslissingscentra in Frankrijk” moeten garanderen”. Dat betekent concreet dat de hoofdkantoren van de joint ventures in Frankrijk blijven en door Fransen geleid worden. In september 2015 gaf de Europese Commissie ook toestemming voor de transactie. De EC stelde wel als voorwaarde dat Alstom de afdeling gasturbines zou verkopen aan het Italiaanse bedrijf Ansaldo Energia. GE had al ingestemd met deze verkoop. In november 2015 werd de transactie afgerond.

### Poging tot fusie met Siemens Mobility
In september 2017 werd bekend dat Alstom een fusie was overeengekomen met Siemens Mobility, de spoorwegdivisie van Siemens AG. De nieuwe Duits-Franse onderneming zou beter kunnen concurreren op de wereldmarkt. Als de fusie zou zijn doorgegaan, was de grootste treinenbouwer van Europa en de tweede van de wereld ontstaan. Alleen de Chinese treinenbouwer CRRC Corporation is met een omzet van 18,2 miljard euro nog iets groter. Alstom telt zo'n 33.000 werknemers en de spooractiviteiten van Siemens ruim 27.000. Alstom zou ook met het Canadese Bombardier in gesprek geweest zijn. Medio 2018 startte de Europese Commissie een diepgaand onderzoek naar de geplande treinalliantie. De EC was bezorgd dat de concurrentie zou worden verminderd voor de levering van meerdere treintypes en signalisatiesystemen. Het onderzoek werd in februari 2019 afgerond met de conclusie dat de fusie niet werd toegestaan.

### Overname van Bombardier Transportation
In februari 2020 werd bekend dat Alstom bereid is €7,5 miljard te betalen voor de spooractiviteiten van Bombardier. De verkopende aandeelhouders van Bombardier Transportation zijn Bombardier en het Canadese pensioenfonds Caisse de dépôt et placement du Québec (CDPQ). Het nieuwe fusiebedrijf wordt met een omzet van ruim €15 miljard de tweede treinenbouwer ter wereld, na het Chinese CRRC Corporation met een omzet van €28,4 miljard in 2018. Op 31 juli 2020 gaf de Europese Commissie toestemming voor de overname onder voorwaarden. Alstom heeft diverse activiteiten moeten afstoten zodat de mededinging niet in gevaar komt. Op 29 januari 2021 werd de transactie afgerond.

## Alstom-producten

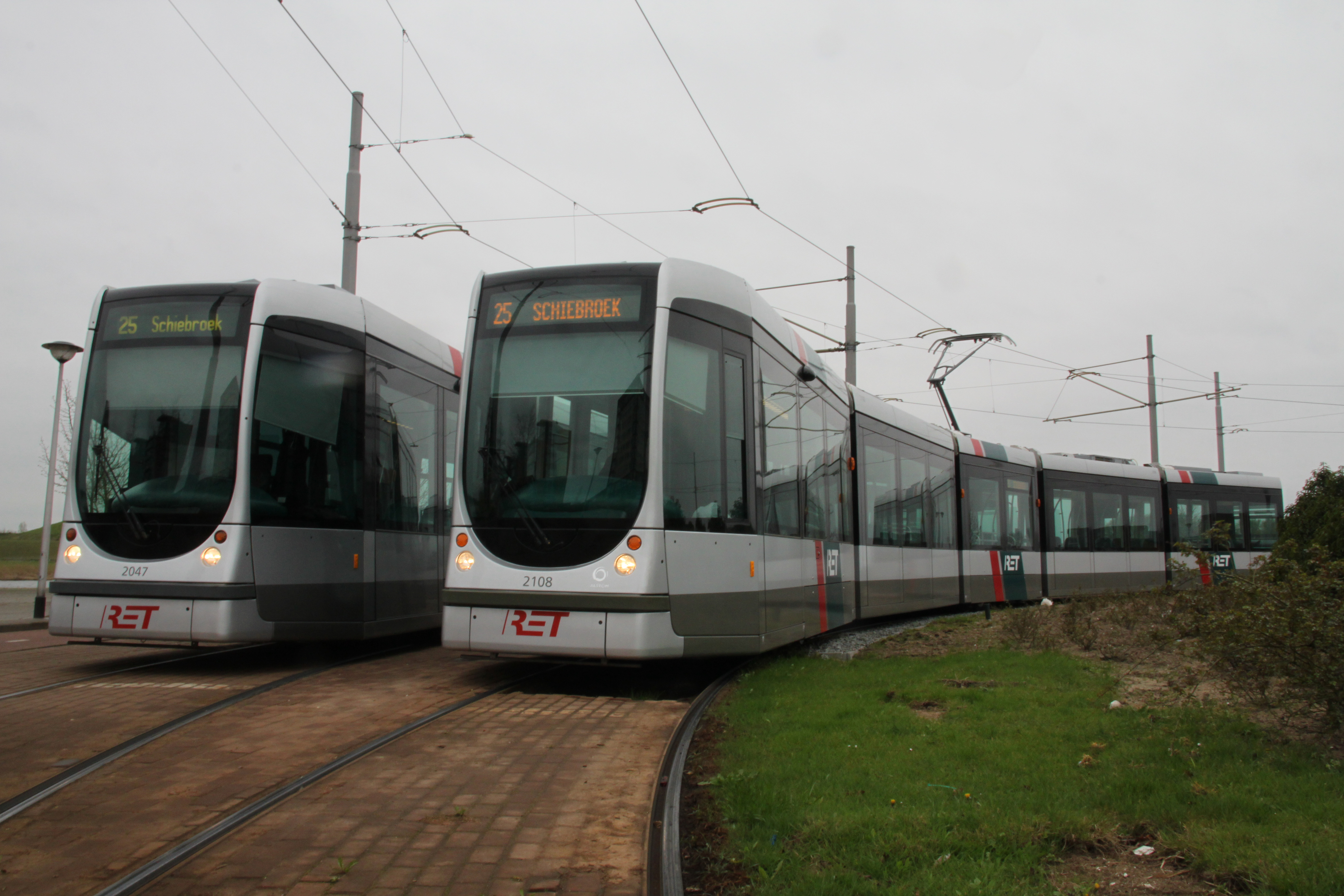
Rotterdamse Citadis

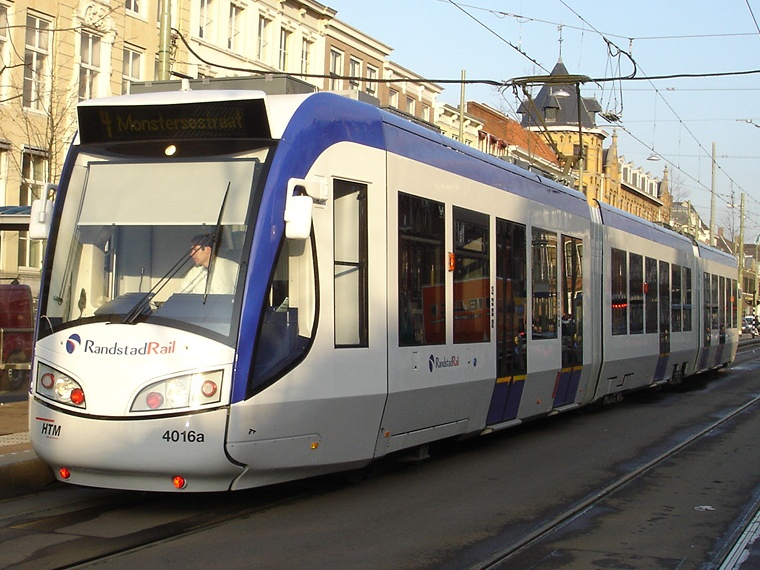
RegioCitadis van Alstom als RandstadRail

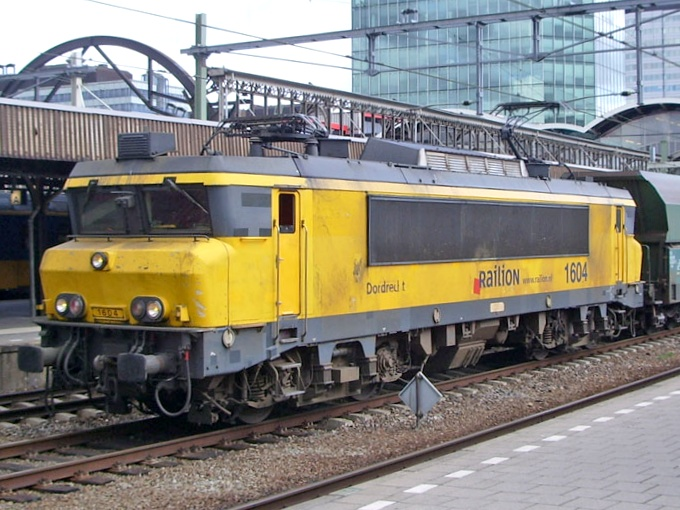
Railion-(NS-)locomotief serie 1600

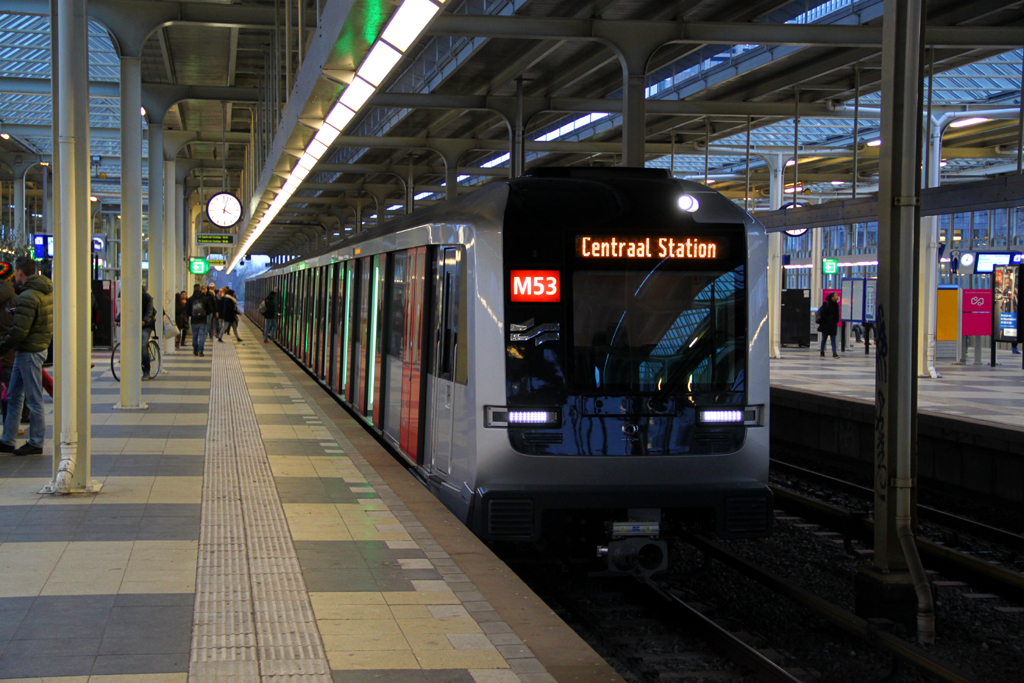
Alstom Metropolis treinstel type M5 van de Amsterdamse metro

### Railvervoermiddelen
- Citadis
- RegioCitadis
- Citadis Dualis
- Metropolis
- Tramway Français Standard
- TGV-familie (TGV, Eurostar, AVE)
- AGV
- Coradia, overzicht van alle Coradia-treinen
- S-tog (SA)
- S-tog (SE)
- MF 2000, metrotrein van RATP Parijs
- Minuetto
- Pendolino
- NMBS reeks 41, NMBS reeks 18
- NMBS reeks 13, CFL serie 3000
- NS-locs: 1600/1800 en 1700 (en vroegere typen: 1100, 1300, 2400)
- PRIMA locomotief
- Régiolis
- Intercity Nieuwe Generatie, enkeldeks treinstellen van de Nederlandse Spoorwegen, gebaseerd op het Coradia Stream-platform

### Spoorwegbeveiliging
- ATB Eerste Generatie
- ATB Nieuwe Generatie
- Baancodegenerator voor een van de ATB-systemen van de Rotterdamse metro
- TBL
- GRS B-relais
- JADE (Jointless Audio-frequency Detection, een type toonfrequente spoorstroomloop)
- Prikspanning-spoorstroomloop (PSSSL)
- VPI en Smartlock, systemen voor elektronische Interlocking
- Atlas, een besturings- en beveiligingssysteem voor spoorwegen dat voldoet aan de ERTMS-specificaties

### Diversen
- Alstom Aptis; Elektrische autobus
- vliegveldverlichting
- elektrische installaties
- besturingssystemen
- online metingen
- Queen Mary 2